# シェーン・ドーソン

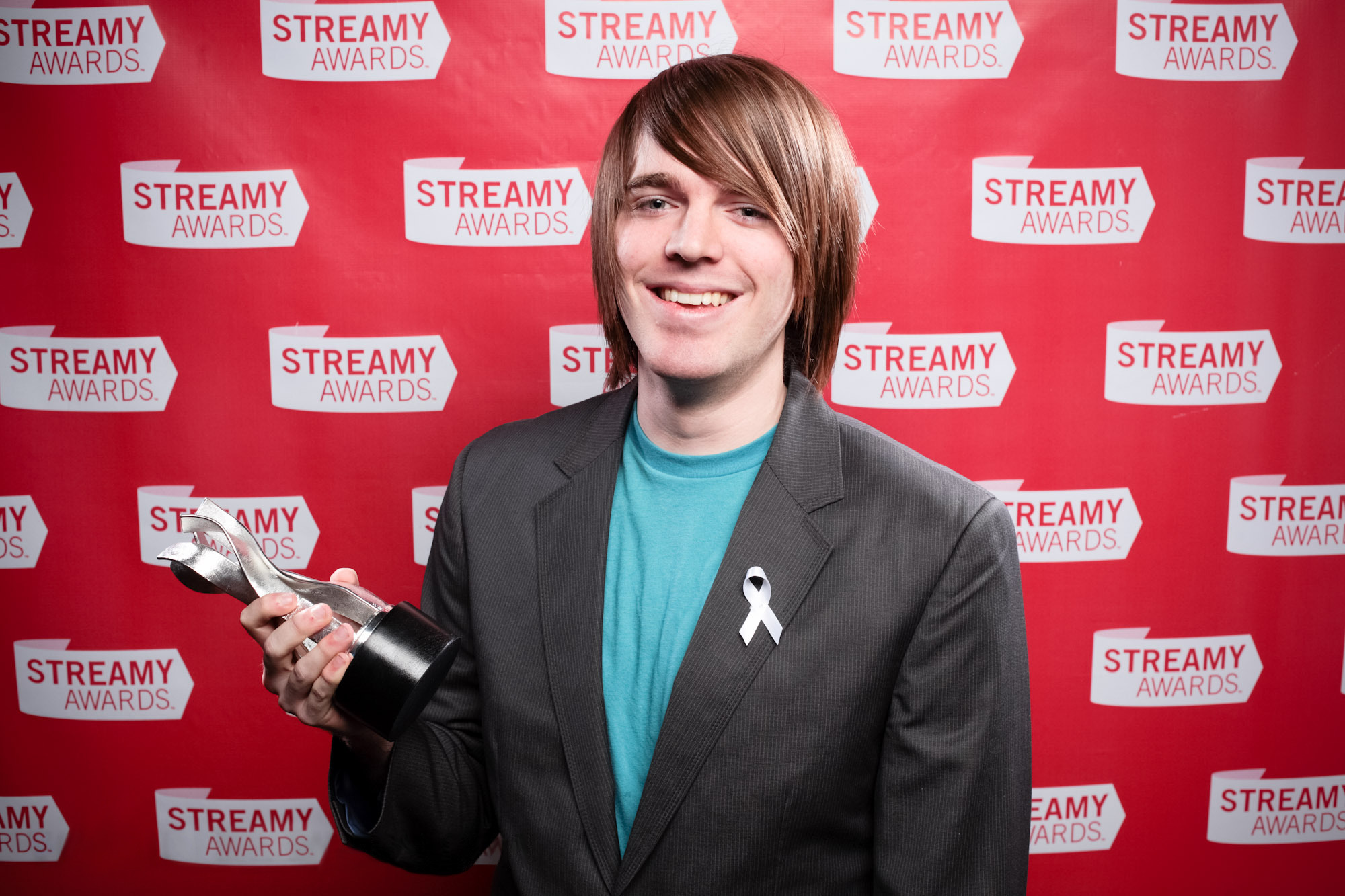
シェーン・ドーソン

シェーン・ドーソン（英語: Shane Dawson, 本名：シェーン・リー・ヤー(Shane Lee Yaw、1988年7月19日-)は、アメリカ合衆国カリフォルニア州ロングビーチ出身のYouTuber、作家、コメディアン、俳優、映画監督、メイクアップアーティスト、音楽家。
ShaneDawsonTV、ShaneDawsonTV2、Shaneの3つのチャンネルを持ち、チャンネル登録者の合計は400万人を超え、単独チャンネルで第1位であるnigahigaを凌いでいた。ShaneDawsonTV単独では全体で第4位であった。
投稿ビデオの内容は、人気ミュージシャンやTVドラマの物真似パロディがメインで、他のYouTubeセレブについてコメントしたり、日常生活を語るだけのものも多い。
2010年2月2日、フォーブス誌は彼をインターネット上で25番目に有名な人物として掲載した。他の24名は著名なブロガーやジャーナリスト、起業家等であり、YouTubeから選出されたのはシェーンだけである。
2010年5月8日、映画「スクリーム4」のオーディションを受け、配役が決まったことをツイッターにて報告。
また、YouTube用のビデオ製作に夢中になりすぎたせいで職を失った際には「自殺を考えた」が、現在はYouTubeパートナーとして生計を立てている事も告白している。
2017年以降、アクティブなチャンネルは"Shane"だけとなるが登録者数は2100万人を超えている。